# Zafar (Himyaren)

Einfacher Plan von Zafar (etwa 500 n. Chr.)

Reliefkopf einer Dame aus Zafar (etwa nach 500 n. Chr.)

Siegelstein im sassanidischen Stil aus einem Grab in Zafar (vor 500 n. Chr.)

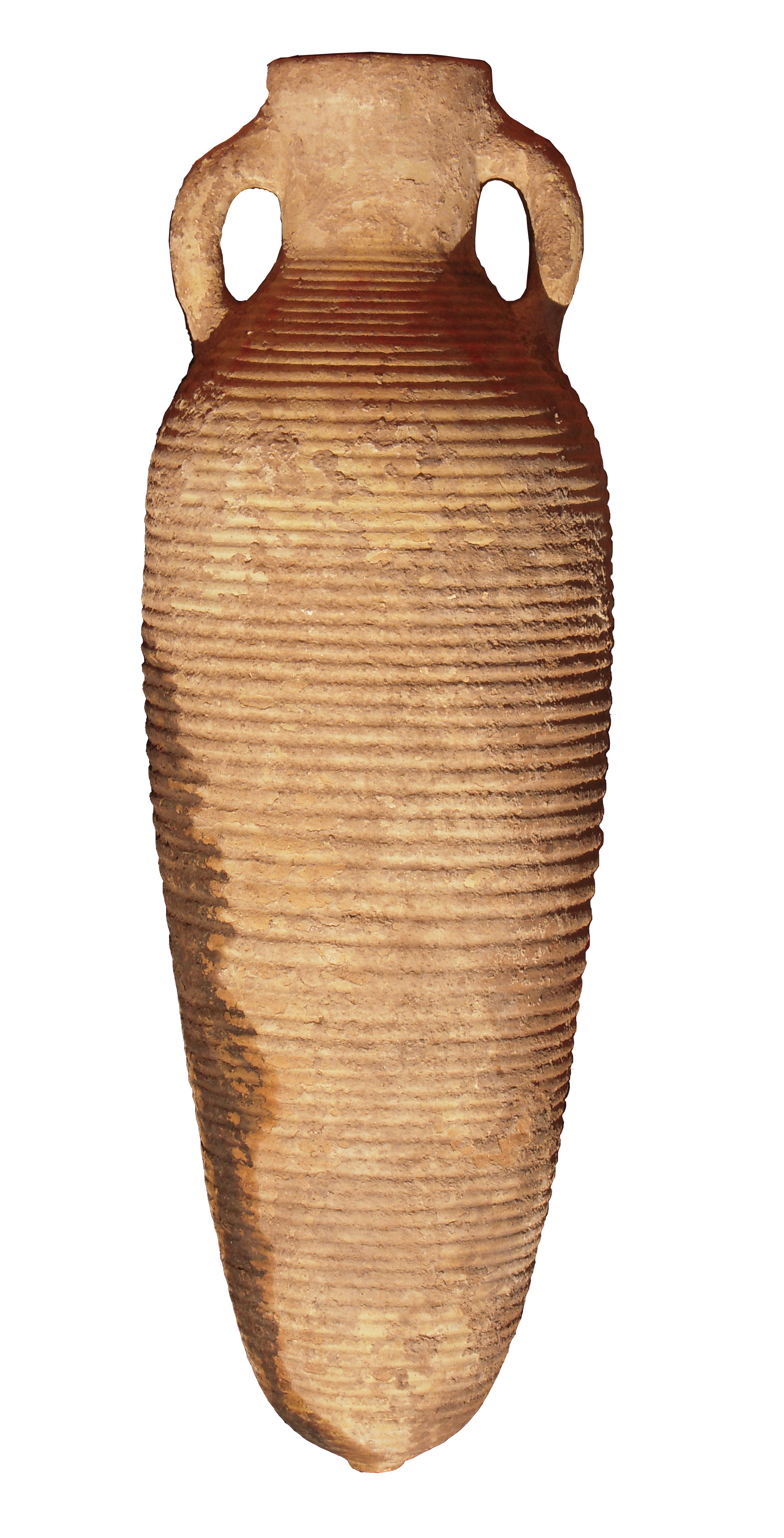
Spätrömische Amphore aus Zafar, ursprünglich aus Aqaba in Jordanien (400–550 n. Chr.)

Zafar (altsüdarabisch ẓfr, griech.: Tapharon, lat. Sapphar, arabisch ظفار, DMG Ẓafār) war Hauptstadt des altsüdarabischen Königreichs der Himyaren in der Zeit von 110 v. Chr. bis 525 n. Chr. Zentrum und Sitz der Herrscher war bis zur aksumitischen Eroberung im Jahr 525, die Königsburg Raydan.

## Geschichte
Unter der Herrschaft der Himyaren wurde erstmals das gesamte Arabien vereinigt. Das Herrschaftsgebiet umfasste ein Areal von etwa 2,5 Mio. Quadratkilometern, eine Größenordnung, die vergleichsweise drei Viertel Westeuropas entspricht. Die antike Hauptstadt lokalisiert sich im jemenitischen Hochland zwischen Aden und Sana'a, wobei sich die Fundstätte in 2800 Metern Höhe befindet, etwa 14 Kilometer südöstlich der Provinzstadt Yarīm. Der Lage am Westrand einer ergiebigen Agrarebene, der Qa al-Haql, verdankte Zafar seinen ursprünglichen Reichtum. Die Begründung Zafars erweist sich im archäologischen Sinne als obskur. In einem lokalen Museum werden Artefakte aufbewahrt, die sich in der Umgebung fanden. Grabungen vor Ort führten zur Entdeckung reichhaltiger Reliefplastiken. Einzelne Artefakte der frühen himyarischen Periode, betroffen ist etwa die Zeit von 110 v. Chr. bis 270 n. Chr., konnten ohne Grabungen von der Erdoberfläche aufgelesen werden. Viele ausgegrabene Artefakte scheinen jedoch jünger zu sein und aus der Reichszeit von 270 bis 525 zu datieren. Eine in altäthiopischer Sprache geschriebene Inschrift stammt aus den Tagen nach der aksumitischen Eroberung. Das heutige Dorf Zafar zählt lediglich 400 Menschen.
Hauptquelle zur Einblicknahme in die Geschichte bilden altsüdarabische [musnad]-Texte aus dem 1. vorchristlichen Jahrhundert. Plinius erwähnt die Stadt in seiner Naturalis historia. Unbekannt ist der Verfasser der Periplus Maris Erythraei; ein möglicherweise erfahrener Handelsreisender beschreibt Zafar darin als Königsstadt. Beide Werke stammen aus dem 1. Jahrhundert n. Chr. Auch der Mathematiker und Geograph Claudius Ptolemäus erwähnt Zafar kurz in seiner aus dem 2. Jahrhundert stammenden Geographia. Aufgrund von Koordinatenverschiebungen wurde die ptolemäische Karte vermutlich im Mittelalter dahingehend verändert, als die Metropole Sapphar – nach heutigen Erkenntnissen fehlerhaft – im östlich gelegenen heutigen Oman erscheint.
Auch frühchristliche Autoren erwähnen Zafar, so beispielsweise Philostorgios, durch den man erfährt, dass im vierten Jahrhundert den Himyaren eine Kirche angeboten wurde. Texte über den Bischoff Gregentios sind eher dubios. Zafar war ein Zentrum für Polytheisten, Juden und später für Christen. Die Stadt spielt eine wichtige Rolle als Fundstätte für das Formativum monotheistischer Religionen.
Eine große Inschrift belegt einen Palast, der um 457 n. Chr. bestand. Darin werden Botschafter mit äthiopischen Namen erwähnt. Vielleicht im Zuge eines Aufstandes wurde die Stadt um 539 zerstört. Der Universalgelehrte al-Hamdānī beschrieb im 10. Jahrhundert – im achten Band seines Hauptwerks al-Iklīl – einige Ruinenstädte, darunter Zafar. Ausgrabungen legten Gräber und einen Tempel frei. Hinzu kommen zahlreiche Reliefs mit Pflanzenornamenten und Menschenplastiken. Altsüdarabische Texte erwähnten fünf Paläste für die himyarische Hauptstadt, Hargab, Kallanum, Kaukaban, Shawhatan und Raydan. Raydan ist als Staatspalast beschrieben.. 
Von 1998 bis 2011 führte der Archäologe Paul Yule im Namen der Universität Heidelberg Grabungen in Zafar durch. Für die Geländeforschung kamen auch Methoden der Geoinformatik zum Einsatz. 
Der heutige Häuserbestand Zafars deckt sich aus himyarischen Ruinen. Die Häuser sind regelmäßig Mitte des 20. Jahrhunderts errichtet worden.